# Skave (by)
 For alternative betydninger, se Skave. (Se også artikler, som begynder med Skave)
Skave er en lille by omkring Primærrute 16, 13 km øst for Holstebro i Vestjylland med 508 indbyggere  (2025).
Byen ligger i Region Midtjylland og hører til Holstebro Kommune. Skave er beliggende i Borbjerg Sogn.
Skave Å, der løber gennem byen, løber ud i Savstrup Å 3 km syd for byen.